# Purcari, Ștefan Vodă
Purcari este satul de reședință al comunei cu același nume  din raionul Ștefan Vodă, Republica Moldova. În componența comunei mai este inclus satul Viișoara. La 1930 satul Purcari era în plasa Volintiri, județul Cetatea-Albă.

## Geografie
Localitatea este amplasată pe cursul inferior al fluviului Nistru.
La nord de sat, pe malul Nistrului, este amplasată râpa din Purcari, o arie protejată din categoria monumentelor naturii de tip geologic sau paleontologic.

### Localități vecine
- Comuna Răscăieți - la nord-vest
- Comuna Antonești - sud-vest
- Comuna Olănești - la sud-est

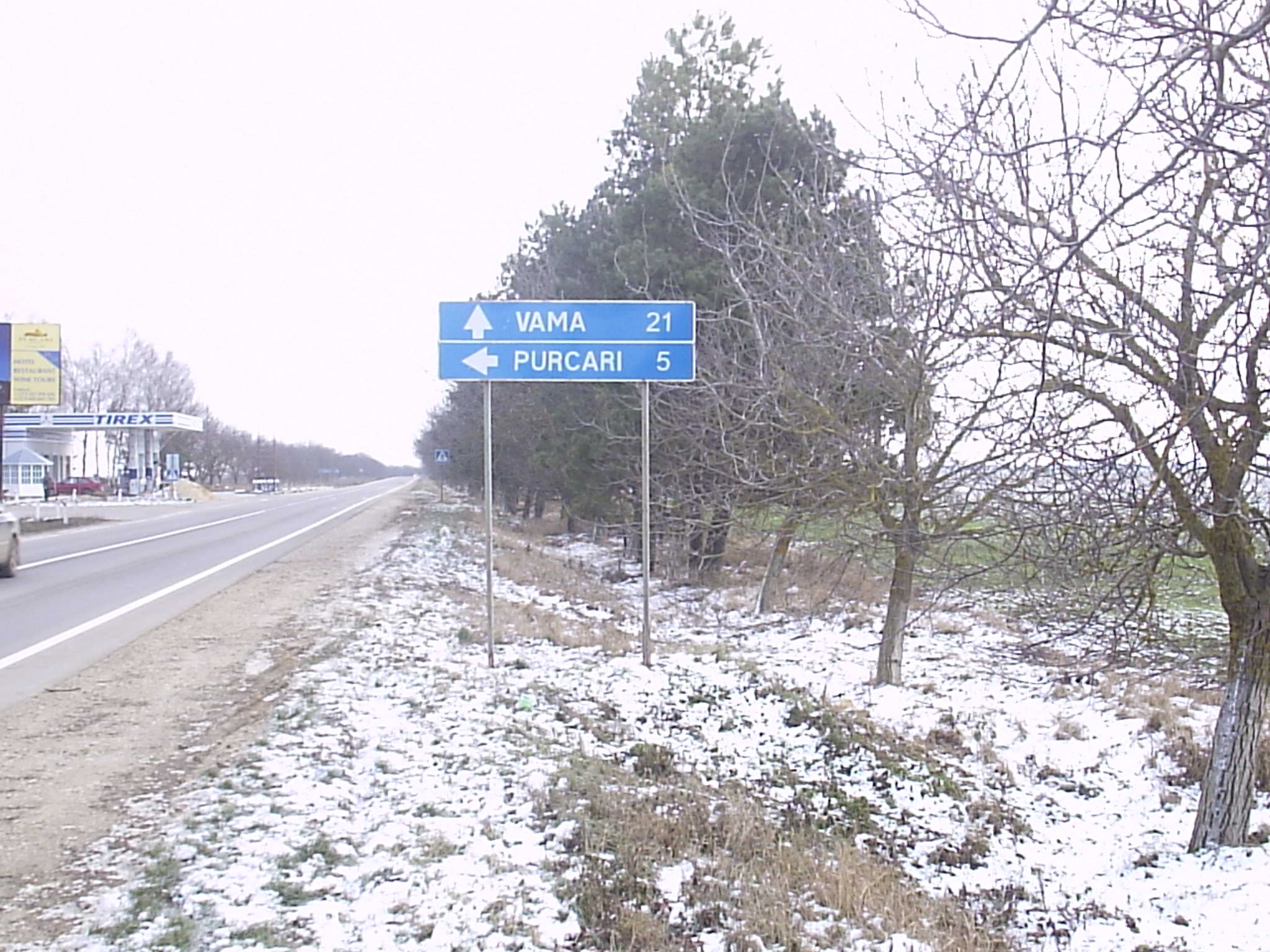
Indicator de pe drumul R30

- Comuna Nezavertailovca din Transnistria - la nord-est
- Satul Troițke (uk: Троїцьке, ru: Троицкое) din Ucraina, regiunea Odessa, raionul Beliaevka - la est

## Istorie
În noiembrie 2011 un grup de arheologi au găsit un monument funerar în care s-a păstrat intact scheletul unui aristocrat scit. Acesta fusese o căpetenie militară în urma cu aproximativ 2450 de ani. Avea în jur de 40 de ani la data morții. Arheologii spun că înmormântarea sa a fost făcută cu mare pompă, iar dovadă este un vas grecesc și numeroasele arme descoperite în jurul său.
În urmă cu circa 2300 de ani pe teritoriul actual al comunei a existat un sat. Specialiștii au descoperit aici obiecte casnice din epoca timpurie a fierului (sec. IV-III î. Hr.). De asemenea, au fost identificate urmele unui alt sat care a fost fondat cu 1300 de ani în urmă. In vatra acestuia au fost găsite unelte de muncă și fragmente de vase din argilă din epoca migrațiilor (sec. VII-XI). Movilele funerare, care au existat până în anii '80 ai sec. XX, demonstrează prezența cetelor de nomazi care au populat aceste locuri cu sute de ani în urmă.
O atestare cartografică a satului Purcari poate fi găsită pe "Harta Moldovei în timpul domniei lui Ștefan cel Mare Voievod" compusă după documente vechi de Vladimir Mironeșev ca supliment la ,,Bisericile întemeiate de Ștefan cel Mare, publicată cu binecuvântarea și cheltuiala P.S. Episcop al Hușilor Conon Arămescu-Donici” (1837-1922).
La nord de localitatea Olănești este menționată o localitate cu denumirea Plugari.
- 11 aprilie 1560 - Alexandru Lăpușneanu, voievod al Moldovei, dăruiește mănăstirii Căpriana câteva sate, printre care și Purcari:[9]

„Suret de pe uricul lui Alexandru voievod din 7068 <1560>, aprilie 11.

În numele Tatălui și al Fiului și al Sfântului Duh, Treime Sfântă și nedespărțită. Iată, eu, robul stăpânului meu, Isus Hristos, Alexandru voievod, din mila lui Dumnezeu, domn al Țării Moldovei. Iată a binevoit domnia mea cu bunăvoința noastră și cu inimă curată și luminată și din toată bunăvoia noastră și din ajutorul lui Dumnezeu, am făcut domnia mea, întru pomenirea și mântuirea domniei mele și a doamnei domniei mele și a copiilor dăruiți domniei mele de Dumnezeu și am dat și am miluit domnia mea mănăstire de la Căpriana, unde este hramul Adormirii Preacuratei Stăpânei noastre Născătoare de Dumnezeu și Pururea Fecioară Maria, și am dat satele anume: Lozova, și Prejolteanii, și Oneștii, și Sadova, și Băliceanii, și Luceanii, și Dvorniceanii, și Dumeanii, și Glăvășanii, și Besericeanii și Zăpenii, și în jos Purcarii, la fântâna Purcarilor, și cu un iezăr și toate gârlele Fătului, și Fincova, și Pepelii, unde cade în balta Copanca, și toate părțile satului Păpăuții, și Alecsinții, și vadul Ciorăștii, și trei fălci de vie la Cotnar, și patru sălașă de țigani, anume: Petrea cu femeia și cu copii lor, și Ioan cu femeia și cu copii lor, și Drăgan cu femeia și cu copii lor, și Vlad cu femeia și cu copii lor.

...”
- 1585 călătorul francez Francois de Pavie menționează localitatea Purcari ca localitate ce delimita spațiul ocupat de otomani.[10]
- 1648 - prima atestare cartografică a satului Purcari apare pe harta Delineatio generalis Camporum Desertorum vulgo Ukraina: cum adjacentibus provinciis  executată de Guilhelmum le Vasseur de Beauplan. Localitatea este ortografiată Parkarre.[11]
- 1707 În jalba lui Constantin Moscu bivtreti armaș cu data de 17 iulie 1707 se pomenesc "... popa Grigore si alții din Purcari ...". În acea zonă pe timpuri se afla și o localitate cu numele Valea Purcariului.[12]
- În 1827 în Purcari a fost înființată prima gospodărie vinicolă specializată - "Ghermanson"[13].
- Între aprilie și august 1944 satul Purcari a fost arena unor lupte grele, fiind împărțit în două de linia frontului. Pe Nistru, la Purcari, era un cap de pod rusesc, populația (majoritatea) fiind evacuată de ruși în Nezavertailovca, respectiv de nemți în Staroselie, Ucraina.

### Școala
Până la 1966 școala medie era incompletă (de 8 ani). Prima promoție a școlii medii Purcari a fost la 1968.

### Inundații
Satul, în special partea veche, se află în lunca Nistrului. Până la construirea digurilor care protejează terenurile agricole de inundații (în anii '60), inundațiile aveau loc destul de des. Se spune că apa venea până la a doua treaptă a primăriei.
În 2008 digurile au cedat și apele Nistrului au pătruns în sat provocând daune considerabile.

## Demografie

### Structura etnică
Structura etnică a satului Purcari conform recensământului populației din 2004:
| Grup etnic       | Populație | % Procentaj  |
| ---------------- | --------- | ------------ |
| Moldoveni Români | 2.134 3   | 94,72% 0,13% |
| Țigani           | 36        | 1,60%        |
| Ruși             | 30        | 1,33%        |
| Ucraineni        | 30        | 1,33%        |
| Bulgari          | 5         | 0,22%        |
| Găgăuzi          | 2         | 0,09%        |
| Polonezi         | 1         | 0,04%        |
| Alții            | 12        | 0,53%        |
| Total            | 2.253     |              |

## Conacul Purcari

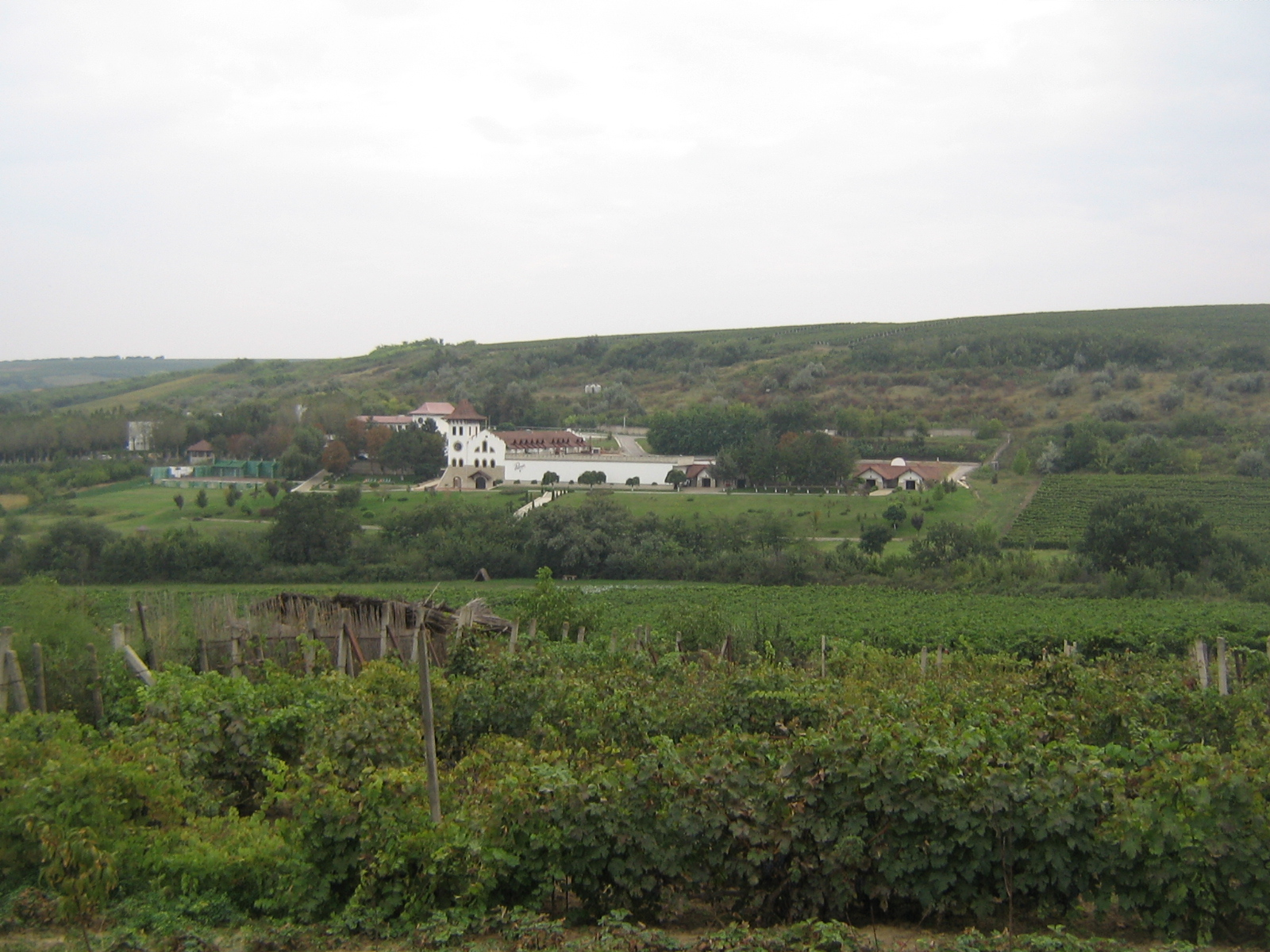
Vinăria Purcari

Conacul Purcari se află pe colinele comunei Purcari din raionul Ștefan Vodă. Pe teritoriul conacului Purcari se află crama din Purcari, cea mai veche cramă din Republica Moldova, care datează din anul 1827.

## Microzona Purcari
Localitatea se află în Zona vinicolă Sud-Est. Zona Nistreană se extinde în formă de fâșie îngustă de-a lungul malului nistrean. În limitele ei se înscrie centrul de vinificație Purcari. Condițiile climaterice sunt favorabile cultivării soiurilor roșii de struguri - Merlot, Cabernet-Sauvignon și Rara Neagră.
Microzona Purcari este cunoscută datorită compoziției deosebite a solului: porțiuni de teren cu sol lutos-argilos, acoperite cu un strat subțire de cernoziom, sau cernoziom lutos, având pe alocuri un conținut sporit de carbon.
Podgoriile din Purcari sunt situate pe coasta de vest a râului Nistru. Pantele principale sunt cele de Est și Sud-vest. Pantele line și de obicei foarte întinse au un unghi de 5-10°, mai rar 15°. Vânturile dinspre Marea Neagră îmblânzesc gerul iernii, iar vara domolesc arșița. „Purcarii viticoli” se situează pe aceeași latitudine ca și celebrele podgorii Bordeaux. Rădăcina viței-de-vie pătrunde adânc prin straturile de carbon, în căutarea apei. Aceste pământuri sunt bune pentru cultivarea soiurilor roșii de struguri.
Clima microzonei Purcari se caracterizează prin temperaturi active de 32-33 °C și relativa umiditate a aerului. Purcarii sunt de fapt o câmpie înaltă colinară, situată în apropierea râului Nistru. Albiile și luncile râului sunt adânc conturate și de obicei au pante line, întinse și coline înalte. Altitudinea variază de la 120-160 metri.
Solul deosebit din Purcari, cu textură nisipoasă și lutoasă, în a cărui compoziție intră un element rar, rubidiul, favorizează obținerea de vinuri de culoare specifică, de la purpuriu la roșu intens, mergând până la roșul întunecat, aproape negru.

## Istoria vinurilor Purcari
Localitatea Purcari s-a dovedit a fi una dintre cele mai favorabile zone pentru viticultură de pe întreg teritoriul Republicii Moldova. Pantele line, situate pe malul drept al râului Nistru, în vecinătatea sătucului Purcari, au aparținut pe vremuri mănăstirii Zografu. Relieful de terasă al localității, ce favoriza încălzirea și luminarea pantelor pe tot parcursul zilei, a atras coloniștii, care s-au stabilit aici pentru a cultiva vița de vie. Mănăstirea le-a donat aceste pământuri, cu condiția de a nu le vinde mai departe, coloniștii obligându-se, în plus, să achite zeciuiala (o zecime din venit) și 10 vedre (o zecime din roadă). Mănăstirea a mai cerut ca viile să fie bine întreținute și eventual extinse / (re)plantate. Dacă aceste condiții nu erau îndeplinite, pământurile urmau să fie confiscate împreună cu podgoriile și construcțiile.
După formarea statului moldovenesc feudal în secolul XIV, viticultura a început să se dezvolte și a înflorit în secolul XV pe timpul domniei lui Ștefan cel Mare, care a promovat importul de soiuri de înaltă calitate, contribuind astfel la îmbunătățirea calității vinului, care a devenit cu timpul o importantă marfă exportată din Moldova pe parcursul perioadei medievale, în special în Polonia, Ucraina și Rusia.
În Lucrarea ,,Mâncarea și băuturile în Polonia medievală" citim: ,,cunoaștem din documentele scrise, care au ajuns până la noi, că vinurile erau aduse din Ungaria (probabil Tocai) ... Franța, Austria, Spania, România, estul Mediteranei".
Răspândirea creștinismului a favorizat, în mod paradoxal, dezvoltarea vinificației, căci vinul era utilizat în serviciile bisericești. „Trebnicul” alcătuit de Petru Movilă, în Tratatul despre tainele Trupului și Sângele lui Hristos, enumeră o listă de vinuri care se folosesc la Liturgie, printre care se numește și vinul de Valahia. La rândul lor, teologii ruși au preluat cu unele modificări în "Воумления" și "Учительное известия" 
În "Служебнике" (Trebnic) editat în 1699 se scria "...вино от плода лозного, си есть из гроздов винныя лозы источенное. Подобает сему вину имети вкус и обоняние, и питью приемное, и чистое быти. Не смешанное, с каковым либо иным питием, кроме еже из гроздья" (vinul din rodul viței, care este strugure primit din viță de vie. Acest vin trepuie să aibă gust și miros, bun de băut și curat să fie. Nu trebuie să fie amestecat cu nici un fel de altă băutură doar dacă este din struguri).
Exportul vinurilor din Moldova în Rusia a devenit permanent din 1757, conform înregistrărilor repetate din Registrele de vamă rusești "...вина волоские белые и красные разных сортов ” (vinuri din Valahia albe și roșii de diferite sortimente). Mănăstirea Novodevichy (Ru:Новодевичий монастырь, Богородице-Смоленский монастырь) a fost unul din comanditarii vinurilor din Purcari.
Anul 1812 a constituit următorul pas în dezvoltarea viticulturii și vinificației din microzona Purcari. Conform Decretului Special din 1827 al țarului Nicolae I al Rusiei, la Purcari este înființată prima gospodărie vinicolă specializată, numită în cinstea unuia dintre fondatori, originar din Rusia – germanul Ghermanson (Harmizone). Acum, pământurile din Purcari erau cultivate de moldoveni (proprietarii autohtoni erau Dancilă și Clotea), ruși, germani și francezi.
În 1847, la Expoziția Agricolă din Basarabia, degustătorii au fost surprinși de buchetul fin și gustul intens al vinului de Purcari. Vinul a obținut atunci prima sa medalie de aur.
Primul mare triumf al vinurilor de Purcari este înregistrat la Expoziția Mondială din Paris din 1878. Aici, la degustarea închisă membrilor juriului s-a remarcat un vin sec de un roșu intens. Vinului Negru de Purcari i s-a acordat atunci prima sa medalie de aur la o expoziție internațională.
La sfârșitul secolului al XIX-lea, podgoriile din Purcari au fost distruse de filoxeră, iar secretul preparării vinurilor de Purcari părea să se fi pierdut fără urmă. Începutul secolulului al XX-lea se va dovedi încă mai dificil, deoarece aveau sa urmeze cele două războaie mondiale distrugătoare.
Istoria modernă a vinurilor de Purcari debutează în anii '50. Atunci au reapărut adevărații vinificatori care au restabilit tehnologia vinificației clasice, împiedicând dispariția vinului extraordinar de Purcari. Printre aceștia se număra Pimen Cupcea (1896-1964), care a reușit să restabilească cupajul Negru de Purcari și a descoperit un sortiment nou – Purpuriu de Purcari, și, de asemenea, Ion Ungureanu, care a creat cupajul Roșu de Purcari.
După destrămarea Uniunii Sovietice, criza economică a afectat și fabrica din Purcari. Creșterea datoriilor, învechirea utilajelor au determinat în scurt timp sistarea producției vinurilor de Purcari.
În anul 2003 se demarează reconstrucția completă și retehnologizarea fabricii.
În anul 2004 este reconstruit în totalitate sistemul primar de vinificație și de prelucrare a strugurilor. 
În anul 2007 au fost relansate vinurile exclusive Negru de Purcari și Roșu de Purcari.